# 德尔诺特县
德尔诺特县（英語：Del Norte County），依照西班牙语直译则为北县，是美国加利福尼亚州的一个縣，毗邻太平洋，北接俄勒冈州，县治克雷森特城。根据美国人口普查局2020年统计，共有人口27,743人；人口比例白人約占78.86%、印第安人占6.43%、非裔占4.3%、亞裔占2.32%，人口数量比2010年的28610人要少。当地人将县名发音为Del Nort，而不是西班牙语中的 Del Nor-teh。德尔诺特是由亚速尔群岛的葡萄牙定居者和奶农开创和居住的，这可能解释了该县名称的本地叫法。

## 地理

### 建制市镇
| 自治体（市/镇）                     | 成立年份 | 人口（2018） |
| ----------------------------------- | -------- | ------------ |
| 克雷森特城／月牙城（Crescent City） | 1854     | 6,805        |